# Erebia alcmena
Erebia alcmena är en fjärilsart som beskrevs av Grum-grshimailo 1891. Erebia alcmena ingår i släktet Erebia och familjen praktfjärilar. Inga underarter finns listade i Catalogue of Life.